# Pseudo-carré

Pseudo-carré et carré circonscrit

Un pseudo-carré est un quadrilatère convexe dont les diagonales sont de même longueur et orthogonales, c'est-à-dire à la fois équidiagonal et orthodiagonal. Le carré en est un cas particulier.

## Propriétés
- Le terme de pseudo-carré apparait en 1893 dans la question 878, du recueil de problèmes de Paul Mansion et Joseph Neuberg, Mathesis - Recueil mathématique à l'usage des écoles spéciales et des établissements d'instruction moyenne[1]:

« Appelons pseudocarré tout quadrilatère dont les diagonales sont égales et perpendiculaires. Démontrer que les carrés construits intérieurement sur deux côtés opposés AB et CD d’un pseudocarré ont même centre, et que ce point est le milieu de la droite joignant les centres des carrés construits extérieurement sur les deux autres côtés BC, DA. »

Une solution à ce problème est proposée dans les volumes XV et XVI (1895-1896) de cette même collection.
Dans ce même volume, Henricus Hubertus van Aubel propose à la question 879 son théorème : les centres des carrés construits à l'extérieur d'un quadrilatère quelconque dessinent un pseudocarré.
- Le carré circonscrit au pseudo-carré dont les côtés sont perpendiculaires aux diagonales a, comme exemplifié par la preuve sans mots de la figure ci-dessus, une aire deux fois supérieure à celle du pseudo-carré.
- Étant donné deux longueurs p et q, les quadrilatères convexes ayant p et q pour longueurs de diagonales ont une aire maximale (égale à {\displaystyle pq/2}) lorsqu'ils sont orthodiagonaux. On en déduit que les quadrilatères de diamètre donné ont une aire maximale lorsqu'ils sont ortho- et équi-diagonaux, autrement dit des pseudo-carrés (voir à plus grand petit polygone)[2].
- Si l'on trace à l'extérieur d'un quadrilatère convexe 4 carrés s'appuyant sur ses côtés, les centres de ces carrés forment un pseudo-carré (théorème de Van Aubel).